# (6791) 1991 UC2
(6791) 1991 UC2 (1991 UC2, 1983 QG1) — астероїд головного поясу, відкритий 29 жовтня 1991 року.
Тіссеранів параметр щодо Юпітера — 3,493.